# تهویه مطبوع خودرو
تهویه مطبوع خودرو (انگلیسی: Automotive air conditioning) یا به اختصار AAC سیستمی است برای ایجاد تهویه مطبوع در خودروها. این سیستم برای خنک کردن، گرم کردن، تهویه و فیلتر کردن هوای داخل کابین خودرو استفاده می‌شود تا سرنشینان در شرایط آسایش و راحتی بیشتری قرار بگیرند.
سامانه تهویه مطبوع خودرو از اجزای مختلفی تشکیل شده است که مهم‌ترین آنها عبارتند از:
- کمپرسور: وظیفه فشرده کردن گاز مُبَرِّد (سرمایشی) را بر عهده دارد.
- کندانسور: گاز سرمایشی فشرده‌شده را خنک کرده و به مایع تبدیل می‌کند.
- اواپراتور (تبخیرکننده): مایع سرمایشی را تبخیر کرده و باعث خنک شدن هوای داخل کابین می‌شود.
- دریچه انبساط: فشار مایع مبرد را کاهش می‌دهد تا در اواپراتور تبخیر شود.
- خشک‌کننده: رطوبت موجود در سیستم را جذب می‌کند.
- فن: هوای داخل کابین را به گردش درمی‌آورد و از اواپراتور عبور می‌دهد.
- فیلتر: ذرات گرد و غبار و آلاینده‌ها را از هوا جدا می‌کند.

با استفاده از این اجزا، سیستم تهویه مطبوع خودرو می‌تواند دمای داخل کابین را در فصول گرم و سرد سال تنظیم کند، رطوبت را کنترل کند، هوای تازه را به داخل کابین وارد کند و هوای آلوده را فیلتر کند. این سیستم‌ها به‌طور کلی به دو دسته کلی تقسیم می‌شوند:
- سیستم تهویه مطبوع دستی: در این سیستم، راننده با استفاده از دکمه‌ها و اهرم‌ها، دما، سرعت فن و جهت جریان هوا را تنظیم می‌کند.
- سیستم تهویه مطبوع خودکار: در این سیستم، راننده دمای دلخواه را تنظیم می‌کند و سیستم به صورت خودکار سرعت فن، جهت جریان هوا و سایر پارامترها را برای رسیدن به دمای مطلوب تنظیم می‌کند.

امروزه سیستم‌های تهویه مطبوع خودرو به یکی از امکانات ضروری خودروها تبدیل شده‌اند و به‌طور گسترده‌ای در خودروهای مختلف مورد استفاده قرار می‌گیرند.

## طرز کار
در چرخه تبرید (سرمایش)، گرما از داخل کابین خودرو به محیط بیرون منتقل می‌شود. یخچال مثالی از این سیستم است که گرما را از داخل به بیرون انتقال می‌دهد.
گاز مبرد (که روغن روان‌کننده کمپرسور را هم در سیستم حمل می‌کند) از اواپراتور وارد کمپرسور (معمولاً از نوع پیستونی محوری) در محفظه موتور می‌شود و با فشار بیشتری فشرده می‌شود که منجر به افزایش دمای آن نیز می‌شود. بخار مبرد داغ و فشرده شده اکنون در دما و فشاری قرار دارد که می‌تواند متراکم شود و از طریق کندانسور (معمولاً در جلوی رادیاتور خودرو) هدایت می‌شود. در اینجا مبرد توسط جریان هوا که از میان کویل‌های (پیچه‌های) کندانسور عبور می‌کند (ناشی از حرکت خودرو یا یک فن) خنک می‌شود و به مایع تبدیل می‌شود؛ بنابراین، مبرد در حال گردش، گرما را از سیستم خارج می‌کند و گرما توسط هوا به بیرون منتقل می‌شود.
در سیستم تهویه مطبوع با شیر انبساط حرارتی، مایع مبرد متراکم و تحت فشار، سپس از طریق خشک‌کن گیرنده، که یک کارتریج یک طرفه رطوبت‌گیر و فیلتر است، هدایت می‌شود. این کارتریج هم مخلوط مبرد و روغن روان‌کننده کمپرسور را خشک می‌کند تا هرگونه رطوبت باقیمانده (که در داخل شیر انبساط یخ می‌زند و آن را مسدود می‌کند) را از بین ببرد و هم آن را فیلتر می‌کند تا هرگونه ذرات جامد حمل شده توسط مخلوط را حذف کند. علاوه بر این، به عنوان یک مخزن ذخیره برای هرگونه مایع مبرد اضافی در طول دوره‌های کمبود تقاضای خنک‌کننده عمل می‌کند. سپس از طریق شیر انبساط حرارتی که در آن دچار کاهش ناگهانی فشار می‌شود، هدایت می‌شود. این کاهش فشار منجر به تبخیر ناگهانی بخشی از مایع مبرد و کاهش دمای آن می‌شود. سپس مبرد سرد از طریق کویل اواپراتور در کابین خودرو هدایت می‌شود.
وقتی وسیله انبساط یک روزنه (اوریفیس) اندازه‌گیری ثابت ساده باشد که به عنوان لوله اوریفیس شناخته می‌شود، خشک‌کن گیرنده در عوض بین خروجی اواپراتور و کمپرسور قرار می‌گیرد و در این حالت به عنوان یک انباره شناخته می‌شود. در چنین سیستم تهویه مطبوعی، انباره از رسیدن مایع مبرد به کمپرسور در طول دوره‌های کمبود تقاضای خنک‌کننده نیز جلوگیری می‌کند.
به‌طور خلاصه:
1. گاز مبرد (سردکننده) توسط کمپرسور فشرده شده و گرم می‌شود.
2. گاز داغ از کندانسور عبور کرده و با از دست دادن گرما به مایع تبدیل می‌شود.
3. مایع مبرد از شیر انبساط عبور کرده و فشار و دمای آن کاهش می‌یابد.
4. مایع مبرد با عبور از اواپراتور، گرمای داخل کابین را جذب کرده و تبخیر می‌شود.
5. گاز مبرد دوباره به کمپرسور بازمی‌گردد و چرخه تکرار می‌شود.

در ادامه:
هوا، اغلب پس از فیلتر شدن توسط فیلتر هوا، توسط یک فن سانتریفوژ برقی با سرعت قابل تنظیم از روی اواپراتور (تبخیرکننده) دمیده می‌شود، که باعث می‌شود قسمت مایع مخلوط مبرد سرد نیز تبخیر شود و دما را بیشتر کاهش دهد؛ بنابراین هوای گرم خنک می‌شود و همچنین رطوبت آن گرفته می‌شود (که روی کویل‌های اواپراتور متراکم شده و به بیرون از خودرو تخلیه می‌شود). سپس از یک ماتریس گرمایی عبور می‌کند که در داخل آن مایع خنک‌کننده موتور در گردش است و در آنجا می‌تواند تا حد معینی یا حتی دمای خاصی که توسط کاربر انتخاب شده است، دوباره گرم شود و سپس از طریق مجموعه‌ای از دریچه‌های قابل تنظیم به داخل کابین خودرو تحویل داده شود. روش دیگر برای تنظیم دمای هوای مورد نظر، این بار با کار بر روی ظرفیت خنک‌کننده سیستم، تنظیم دقیق سرعت فن گریز از مرکز است به طوری که فقط جریان حجمی مورد نیاز هوا توسط اواپراتور خنک شود. همچنین به کاربر این امکان داده می‌شود که دریچه‌های هوای خارجی خودرو را ببندد تا با گردش مجدد هوای خنک شده در داخل کابین به اواپراتور، خنک‌کنندگی سریع‌تر و قوی‌تری حاصل شود. در نهایت، هر زمان که بتوان به کمپرسور فرمان داد که با جابجایی کاهش یافته کار کند، دمای دریچه را می‌توان با اعمال بر روی جابجایی کمپرسور نیز کنترل کرد.
یخ زدن اواپراتور، که مانع از جریان هوا از طریق پره‌های اواپراتور می‌شود، می‌تواند به روش‌های مختلفی جلوگیری شود. یک سوئیچ دما یا یک ترمیستور می‌تواند دمای سطح کویل اواپراتور را کنترل کند و یک سوئیچ فشار یا عنصر حسگر می‌تواند فشار مکش (که با دمای تبخیر مبرد مرتبط است) را کنترل کند. هر دو وسیله کنترلی می‌توانند (چه به‌طور مستقیم یا به وسیله یک واحد کنترل که توسط داده‌های آنها تغذیه می‌شود) بر وضعیت درگیری کلاچ کمپرسور یا در مورد یک کمپرسور با جابجایی متغیر، جابجایی آن عمل کنند. علاوه بر این، یک شیر ثانویه که در سمت مکش قرار دارد، می‌تواند جریان مبرد را کاهش دهد تا فشار خروجی اواپراتور در طول عملکرد سیستم به زیر مقدار مشخصی نرسد.
برای تکمیل چرخه تبرید، بخار مبرد به کمپرسور بازگردانده می‌شود. هر چه هوای گرم‌تری به اواپراتور برسد، فشار مخلوط بخار خارج شده از آن بیشتر می‌شود و بنابراین بار بیشتری بر روی کمپرسور و در نتیجه موتور برای ادامه جریان مبرد از طریق سیستم وارد می‌شود. بار کمپرسور نیز متناسب با دمای چگالش است.
کمپرسور را می‌توان توسط موتور خودرو (به عنوان مثال از طریق تسمه و یک کلاچ الکترومغناطیسی) یا توسط یک موتور الکتریکی به حرکت درآورد. (یک کمپرسور با جابجایی متغیر که به صورت الکترونیکی فعال می‌شود نیز می‌تواند همیشه مستقیماً توسط یک تسمه بدون نیاز به هیچ کلاچ و آهنربایی هدایت شود).
روش‌های مختلفی برای تعمیر و نگهداری اتصالات لوله اطمینان از چرخه تبرید وجود دارد. روش‌های مرسوم مانند لحیم‌کاری یا جوشکاری منجر به مشکلات زمان و آلودگی آسیب‌رسان می‌شوند. اتصال Lokring که بر اساس اتصالات فشاری است، استفاده آسان و در نتیجه صرفه‌جویی در زمان بیشتری دارد.

## انواع مبردهای تهویه مطبوع خودرو

### آر-۱۲
اولین مبرد تهویه مطبوع خودرو، R-12، در سال ۱۹۲۸ توسط تیمی از دانشمندان به سرپرستی توماس میدگلی جونیور اختراع شد. این تیم برای ایجاد مبردهایی تلاش کردند که منجر به اختراع کلروفلوئوروکربن‌ها (CFCs) و هیدروکلروفلوئوروکربن‌ها (HCFCs) شد. از این دو اختراع، دو مبرد R-12 و R-22 ایجاد شد. برای چندین دهه، هر دوی این مبردها معمولاً در خانه‌ها و مشاغل یافت می‌شدند. R-12 همچنین در سیستم‌های تهویه مطبوع خودرو استفاده می‌شد زیرا اولین مبرد ایمن غیرقابل اشتعال بود. این مبرد تا دهه ۱۹۷۰ استاندارد صنعتی بود تا زمانی که دانشمندان دریافتند که R-12 حاوی کلر است که لایه اوزون را در جو زمین تخریب می‌کند. هنگامی که R-12 یا از طریق نشتی در سیستم‌ها یا دفع نامناسب فرئون آلوده آزاد می‌شد، فرئون گازی به جو می‌رفت. مولکول‌های کلر موجود در مبرد، مولکول‌های اوزون را در جو تجزیه می‌کردند که باعث ایجاد سوراخ‌هایی در لایه اوزون می‌شد و به نوبه خود به تخریب لایه اوزون کمک می‌کرد. R-12 تا زمانی که یک مبرد جدید با اثرات منفی کمتر اختراع شود، همچنان مورد استفاده قرار می‌گرفت. R-12 تا اواسط دهه ۹۰ در سیستم‌های تهویه مطبوع خودرو استفاده می‌شد تا اینکه تولید آن توسط دولت ممنوع شد و با یک مبرد جدید، R-134a جایگزین شد. R-12 هنوز هم می‌تواند خرید و فروش شود اما دیگر تولید نمی‌شود. این امر باعث می‌شود که R-12 بسیار گران و کمیاب باشد. پتانسیل گرمایش جهانی R-12 در حدود ۱۱۰۰۰ بسیار زیاد است.

### آر-۱۳۴آ
دومین مبرد تهویه مطبوع خودرو R-134a بود. R-134a یک مبرد هیدروفلوئوروکربن است که حاوی فلوئور و هیدروژن است. جانشین R-12، R-134a یک مبرد جدید بود که دیگر حاوی کلری نبود که بتواند لایه اوزون را تخریب کند. R-134a یک گاز گلخانه‌ای است، اما پتانسیل گرمایش جهانی کمتری نسبت به R-12 دارد. خودروهای جدید تولید شده در اوایل دهه ۱۹۹۰ حاوی مبرد جدید در سیستم‌های تهویه مطبوع خود بودند. دارندگان خودروهای قدیمی‌تر با سیستم‌های R-12 یا باید روی یک سیستم تبدیل R-12 به R-134a سرمایه‌گذاری می‌کردند، یک ماشین جدید می‌خریدند یا یک تکنسین واجد شرایط برای شارژ مجدد سیستم قدیمی R-12 خود پیدا می‌کردند. R-134a تقریباً ۳۰ سال است که در خودروها استفاده می‌شود. پتانسیل گرمایش جهانی R-134a حدود ۱۴۳۰ است.

### آر-۱۲۳۴وای‌اف
سومین و جدیدترین مبرد تهویه مطبوع خودرو R-1234yf است. R-1234yf یک مبرد هیدروفلوئورو اولفین است که حاوی عناصر هیدروژن، فلوئور و همچنین کربن است. این مبرد توسط شرکت DuPont/Honeywell توسعه یافته است و قیمت هر پوند آن بیشتر از R-134a است. R-1234yf را می‌توان در خودروهای مدل جدید یافت و با سیستم‌های قدیمی‌تر R-134a یا R-12 سازگار نیست. از بین این سه مبرد، R-1234yf با کمترین پتانسیل گرمایش جهانی که حدود سه است، برای محیط زیست بهترین است.